# 宇佐美駅

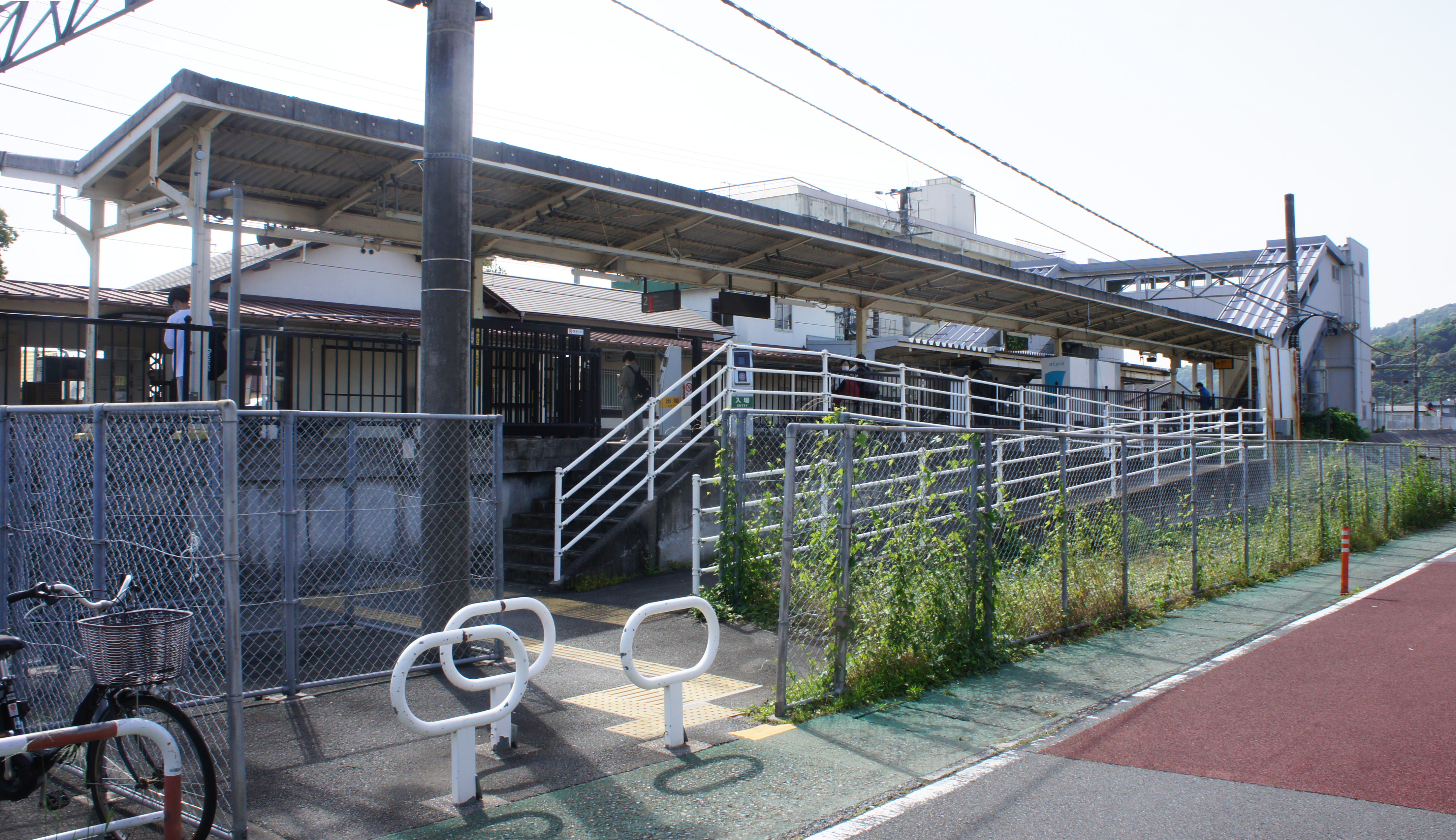
西口（2021年5月）

宇佐美駅（うさみえき）は、静岡県伊東市宇佐美にある、東日本旅客鉄道（JR東日本）伊東線の駅である。駅番号はJT 25。

## 概要
日中を中心に伊東線、伊豆急行線との相互直通運転が実施され、朝・夕 - 夜には伊東線を走行する上野東京ライン系統の列車も発着する。
交通系ICカード「Suica」が導入され、「Suica首都圏エリア」に属し、首都圏ICカード相互利用サービスおよび交通系ICカード全国相互利用サービスに対応している。また、旅客営業規則の定める大都市近郊区間制度における「東京近郊区間」にも属している。
伊東線中間駅（熱海駅の被管理駅である来宮駅・伊豆多賀駅、伊東駅の被管理駅である網代駅・当駅）では2015年（平成27年）3月8日より実施の無人駅化に合わせた「駅遠隔操作システム（現・お客さまサポートコールシステム）」の導入に伴い、自動券売機から多機能券売機への交換、伊東駅へ繋がるインターホン・券面確認台を併設した自動精算機の新設が行われた。従来、有人窓口以外で行うことができなかった処理については伊東駅の駅員が自動精算機を遠隔操作することにより対応している。なお、多機能券売機については、2023年10月現在は設置されていない。

## 歴史
- 1938年（昭和13年）12月15日：鉄道省の伊東線が網代駅から伊東駅まで開通、同時に当駅が開業[3]。
- 1943年（昭和18年）11月1日：鉄道省が改組し、運輸通信省鉄道総局の駅となる。
- 1945年（昭和20年）5月19日：運輸通信省鉄道総局が改組し、運輸省鉄道総局の駅となる。
- 1949年（昭和24年）6月1日：運輸省鉄道総局から業務が移管され、日本国有鉄道（国鉄）の駅となる。
- 1963年（昭和38年）1月10日：貨物の取扱を廃止[3]。
- 1972年（昭和47年）3月15日：荷物扱い廃止[3]。
- 1987年（昭和62年）4月1日：国鉄分割民営化に伴い、東日本旅客鉄道（JR東日本）の駅となる[3]。
- 1993年（平成5年）3月：みどりの窓口開設[6]。
- 1997年（平成9年）4月1日：日勤化に伴い、駅員無配置時間帯を設定[7]。
- 2003年（平成15年）2月12日：駅員無配置時間帯のみ利用可能な西口開設[8]。
- 2004年（平成16年）10月16日：ICカード「Suica」の利用が可能となる[9]。東京近郊区間に組み込まれる[9]。
- 2007年（平成19年）
  - 6月29日：みどりの窓口の営業を終了。
  - 6月30日：指定席券売機設置。
- 2009年（平成21年）10月1日：駅構内を全面禁煙化[10]。
- 2013年（平成25年）3月16日：特急「踊り子」の停車駅から外れる。
- 2014年（平成26年）7月末：指定席券売機撤去。
- 2015年（平成27年）
  - 3月8日：無人駅化に合わせ「駅遠隔操作システム（現・お客さまサポートコールシステム）」導入[4]、西口も終日利用可能となる。
  - 3月29日：南隣の伊東駅とともに発車メロディを伊東市ゆかりの童謡「みかんの花咲く丘」に変更[11]。
- 2017年（平成29年）4月1日：跨線橋に各ホームを結ぶ車椅子対応エレベーター設置[12]。

## 駅構造
相対式ホーム2面2線を有する地上駅。
各ホームには内方線付き点字ブロックが設置されている。
駅舎がある東口は1番線ホームに、駅舎がない西口は2番線ホームに、それぞれ面しており、各ホームとのアクセスには跨線橋を使用する。跨線橋には各ホームを結ぶ車椅子対応エレベーターが設置されている。改札外と高低差がある各改札口には車椅子対応スロープが設置されている。
各改札口には、きっぷ回収箱、簡易Suica改札機のほか乗車駅証明書発行機が設置されており、東口には、これに加えSuica対応の自動精算機・自動券売機も設置されている。2015年（平成27年）3月8日より実施の無人駅化に合わせた「駅遠隔操作システム（現・お客さまサポートコールシステム）」の導入に伴い、自動券売機から多機能券売機への交換、伊東駅へ繋がるインターホン・券面確認台を併設した自動精算機の新設が行われた。従来、有人窓口以外で行うことができなかった処理については伊東駅の駅員が自動精算機を遠隔操作することにより対応している。なお、多機能券売機については、2023年10月現在は設置されていない。
東口の改札外には伊東線に関する情報の表示のみに対応した運行情報・時刻表ディスプレイが設置されており、列車運行情報サービス「どこトレ」と同様の内容に加え、当駅を発車する上り・下り列車の初電から終電までの時刻表が確認できる。
トイレは東口の改札口を出て左に曲がると進行方向左側にある。多機能トイレは存在しない。伊東市が管理しており、「旅のアシンル」と名付けられている。
公衆電話は東口の改札口を出て左に曲がると進行方向右側にある。

### のりば
| 番線 | 路線                      | 方向 | 行先                       |
| ---- | ------------------------- | ---- | -------------------------- |
| 1    | 伊東線                    | 下り | 伊東・伊豆急下田方面       |
| 2    | 伊東線 （上野東京ライン） | 上り | 熱海・横浜・東京・上野方面 |

（出典：JR東日本:駅構内図）
- 従来は伊東線の案内を■オレンジで示したが、現在のホーム案内は伊東線のラインカラーである■緑のみ用いられている。
- 相対式ホームで、各ホームの有効長は11両。
- 上野東京ライン系統の運行開始と同時に行われた2015年（平成27年）3月14日のダイヤ改正より朝・夕 - 夜に当駅から東海道線東京駅を経由して東北本線（宇都宮線）・高崎線への直通する列車が設定された。なお、宇都宮線直通は最遠で宇都宮まで、高崎線直通は最遠でも高崎（平日は籠原）までとなる。湘南新宿ライン系統の列車は引き続き当駅に乗り入れて来ないため、小田原以東で乗り換えが必要となる。

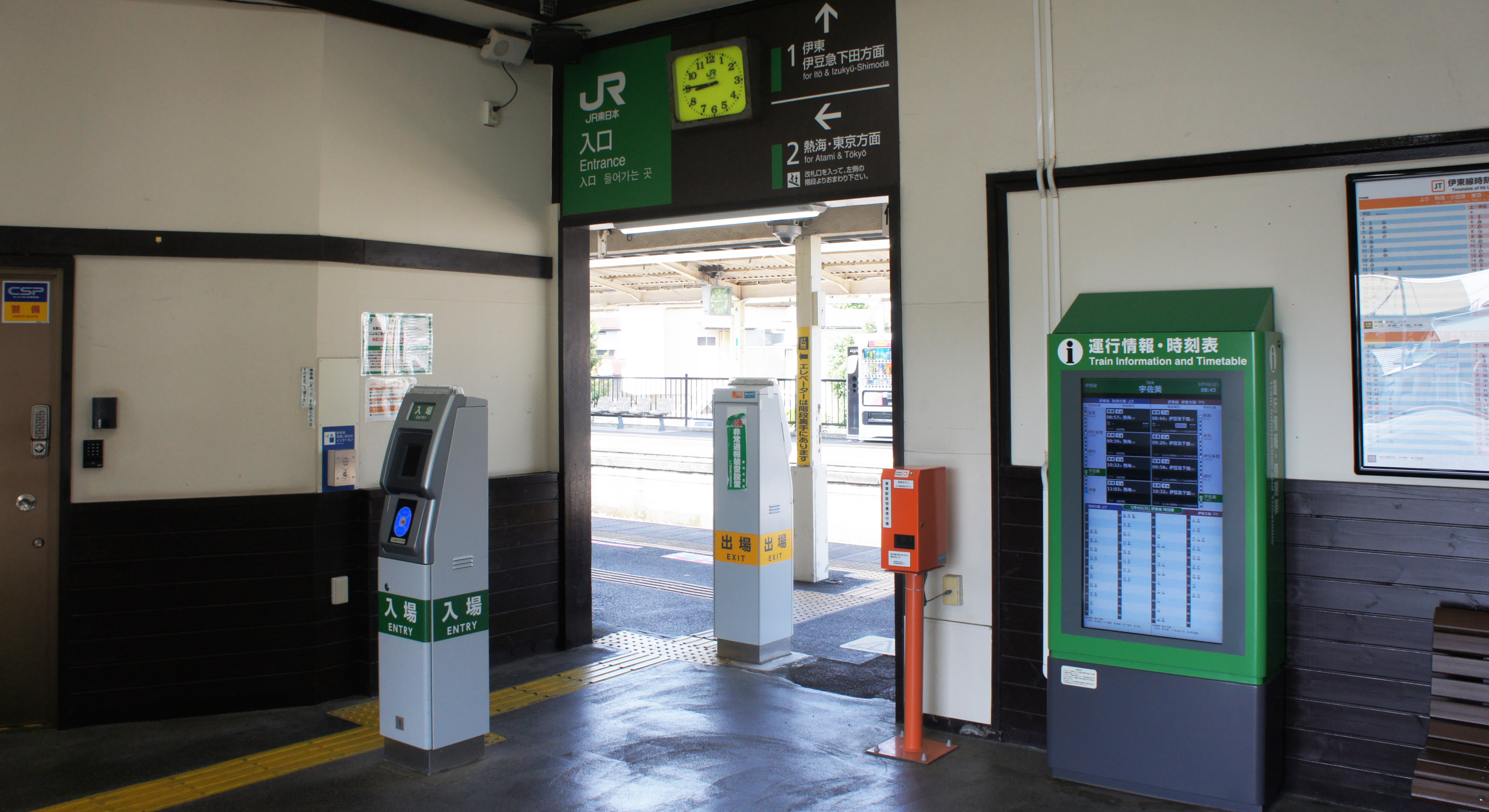
東口改札（2021年5月）
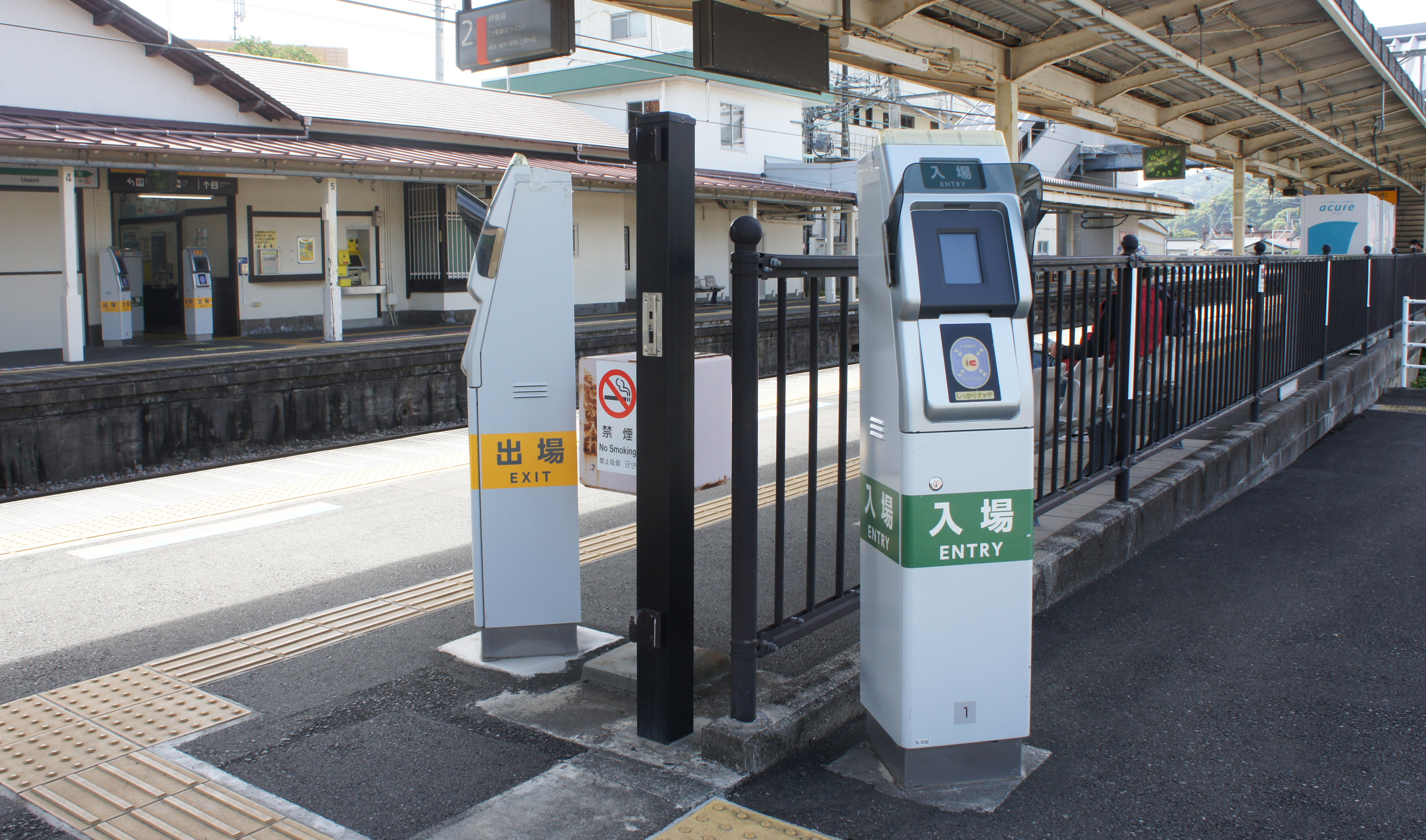
西口改札（2021年5月）
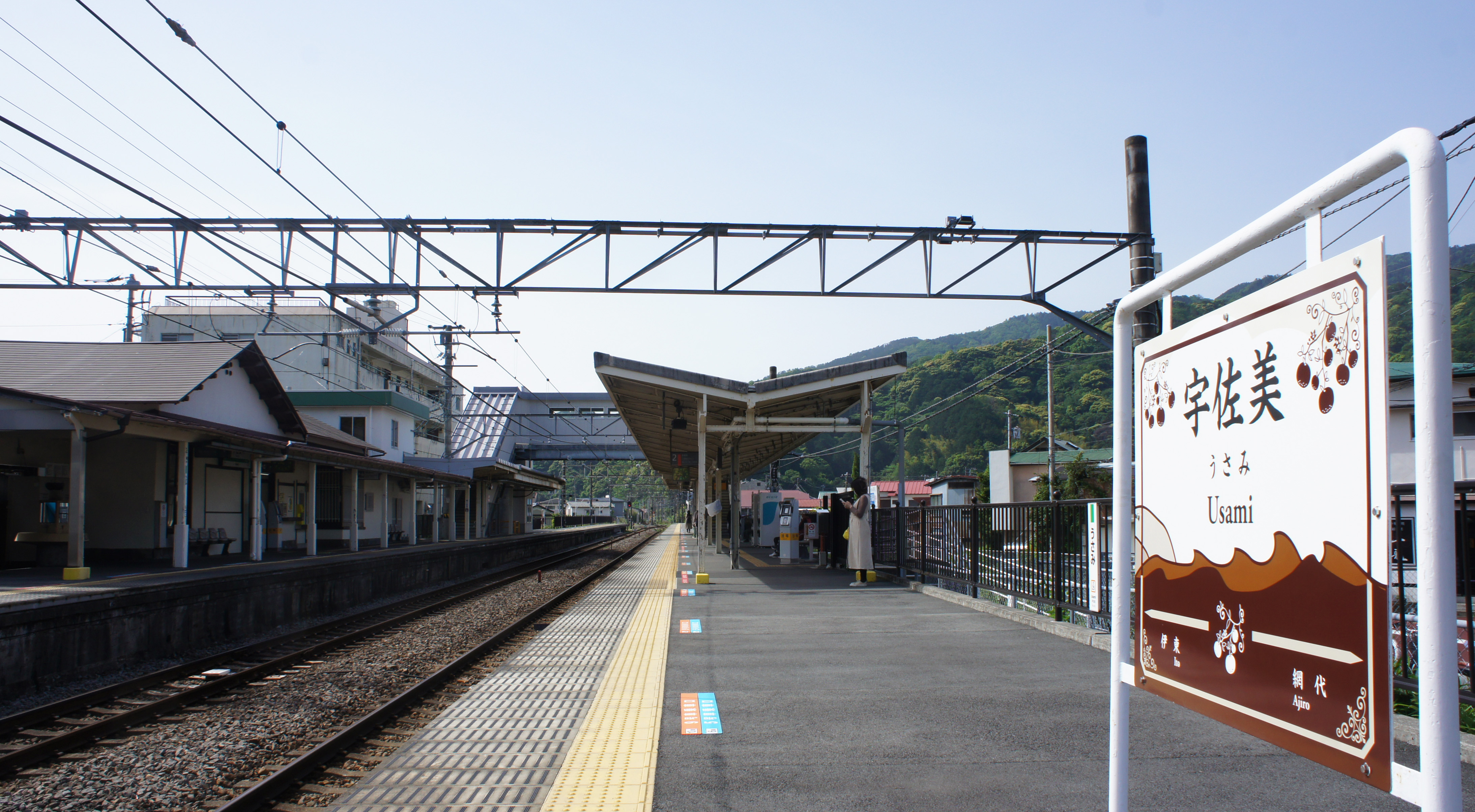
ホーム（2021年5月）

## 利用状況
2013年（平成25年）度の1日平均乗車人員は1,254人である。
近年の1日平均乗車人員の推移は以下の通りである。
| 年度               | 1日平均 乗車人員 | 出典     |
| ------------------ | ---------------- | -------- |
| 1993年（平成05年） | 2,613            | [ * 1 ]  |
| 1994年（平成06年） | 2,518            | [ * 2 ]  |
| 1995年（平成07年） | 2,333            | [ * 3 ]  |
| 1996年（平成08年） | 2,239            | [ * 4 ]  |
| 1997年（平成09年） | 1,930            | [ * 5 ]  |
| 1998年（平成10年） | 1,804            | [ * 6 ]  |
| 1999年（平成11年） | 1,704            | [ * 7 ]  |
| 2000年（平成12年） | 1,695            | [ * 8 ]  |
| 2001年（平成13年） | 1,625            | [ * 9 ]  |
| 2002年（平成14年） | 1,547            | [ * 10 ] |
| 2003年（平成15年） | 1,521            | [ * 11 ] |
| 2004年（平成16年） | 1,485            | [ * 12 ] |
| 2005年（平成17年） | 1,492            | [ * 13 ] |
| 2006年（平成18年） | 1,466            | [ * 14 ] |
| 2007年（平成19年） | 1,448            | [ * 15 ] |
| 2008年（平成20年） | 1,465            | [ * 16 ] |
| 2009年（平成21年） | 1,418            | [ * 17 ] |
| 2010年（平成22年） | 1,322            | [ * 18 ] |
| 2011年（平成23年） | 1,272            | [ * 19 ] |
| 2012年（平成24年） | 1,260            | [ * 20 ] |
| 2013年（平成25年） | 1,254            | [ * 21 ] |

## 駅周辺
- 静岡県道108号宇佐美停車場線
- 伊東市役所宇佐美出張所
- 宇佐美温泉
- スーパーナガヤ 宇佐美桜田店
- 宇佐美海水浴場

## バス路線
「宇佐美幼稚園」停留所や「宇佐美港」停留所にて、東海バス伊東営業所が運行する路線バスが発着する。
宇佐美幼稚園
- I02（伊東市自主運行バス路線）：伊東駅[注釈 1]、伊東市役所[注釈 2]、宇佐美港
- I22：小室山リフト[注釈 3]

宇佐美駅
- 順天堂病院線：順天堂病院、荻車庫、暖香園、伊東駅[注釈 4]

## 隣の駅
東日本旅客鉄道（JR東日本）
 伊東線
■普通
網代駅（JT 24） - 宇佐美駅（JT 25） - 伊東駅（JT 26）

### 記事本文